# Hexatoma (Eriocera) simalurensis
Hexatoma (Eriocera) simalurensis is een tweevleugelige uit de familie steltmuggen (Limoniidae). De soort komt voor in het Oriëntaals gebied.